# Franz Borberg
Franz Borberg (* 29. August 1796 in Hamm; † 4. Juli 1885 ebenda) war ein deutscher Bäcker und Stadtverordneter.

## Leben

Grab auf dem Ostenfriedhof (Aufnahme 2001)

Am 29. August 1796 wurde Franz Conrad Wilhelm Borberg als Sohn des Bäckers und Wirts Franz Borberg (ca. 1768–1801) und der Maria Catharina Helena Gesselmann in Hamm geboren. Im elterlichen Hause auf der heutigen Weststraße (alte Nro 88) übte er zunächst das Bäckerhandwerk aus, betätigte sich aber – nicht untypisch für die Zeit – gleichzeitig als Schenkwirt und Bierbrauer. Im Gemeinderat der Stadt Hamm ist er seit 1833 nachweisbar. Seit 1855 fungierte er als Stadtverordnetenvorsteher. Verheiratet war er mit Theodore Schaaf (1804–1886). Das Grab der Eheleute Borberg befindet sich noch heute auf dem Ostenfriedhof. Nach Franz Borberg ist die Borbergstraße im Hammer Süden benannt.

## Auszeichnungen
1879 verlieh ihm seine Heimatstadt Hamm die Ehrenbürgerschaft.